# Segunda dominación china de Vietnam
La Segunda dominación china de Vietnam se refiere al segundo período de la historia de Vietnam, desde el siglo I hasta el siglo VI d. C., durante el cual el actual norte de Vietnam (Jiaozhi) fue gobernado por varias dinastías chinas. Este período comenzó cuando la dinastía Han reconquistó Giao Chỉ (Jiaozhi) a las hermanas Trưng y terminó en el año 544 d. C. cuando Lý Bí se rebeló contra la dinastía Liang y estableció la dinastía Lý temprana. Este período duró unos 500 años.[cita requerida]

## Siete dinastías chinas

### Dinastía Han Oriental
Después de suprimir a las hermanas Trưng en el año 44 d. C., Ma Yuan continuó con la represión de la resistencia Lac Viet y de su sociedad. Los señores Lac que se unieron a las hermanas Trung, que se habían sometido o rendido a Ma Yuan serían perdonados, los que desobedecieron serán decapitados.  El gobierno imperial directo se impuso ahora en la región por primera vez. Algunos de los 20.000 soldados chinos se instalaron en el norte de Vietnam para ayudar a reconstruir la administración Han, viviendo junto a unos 900.000 lacosianos. Para el siglo II y III, los sitios y artefactos locales a menudo contienen estilos vietnamitas y Han, incluyen ladrillos de tumbas de estilo Han y artefactos Dong Son como tambor de bronces. Los palillos, el papel, los pinceles para escribir, el concepto de hogar, de tumba,... fueron introducidos en la sociedad Lac Viet (Vietic hablantes) durante el periodo Han Occidental o Han Oriental. Aunque habían ajustado las culturas locales, los chinos no obligaron a los lac viet locales a adoptar el estilo de vida chino. Desde los Han hasta los Tang, los chinos imperiales apoyaron las alianzas políticas con las élites locales -los jefes locales-, que eran poderosas y ricas. La corte china a menudo les otorgaba cargos oficiales para obtener beneficios de ellos.
En el año 100, el pueblo Cham del condado de Xianglin (cerca de la actual Huế) se rebeló contra el dominio Han debido a los altos impuestos. Los Cham saquearon e incendiaron los centros Han. Los Han respondieron sofocando la rebelión, ejecutaron a sus líderes y concedieron a Xianglin un respiro fiscal de dos años. En 136 y 144, los cham volvieron a lanzar otras dos rebeliones que provocaron motines en el ejército imperial de Jiaozhi y Jiuzhen, y luego la rebelión en Jiaozhi. El gobernador de Jiaozhi, según Kiernan, "los atrajo para que se rindieran" con "palabras seductoras".
En 157, el líder lacayo Chu Đạt en Jiuzhen atacó y mató al magistrado chino, y luego marchó hacia el norte con un ejército de cuatro a cinco mil personas. El gobernador de Jiuzhen, Ni Shi, fue asesinado. El general Han de Jiuzhen, Wei Lang, reunió un ejército y derrotó a Chu Đạt, decapitando a 2.000 rebeldes.{sfn|Loewe|1986|p=316}}
En 159 y 161, comerciantes indios llegaron a Jiaozhi y pagaron tributos al gobierno Han.
En el 166, una misión comercial romana llegó a Jiaozhi, trayendo tributos a los Han, que "probablemente fueron comprados en los mercados locales" de Rinan y Jiaozhi.
En el año 178, el pueblo de Wuhu, bajo el mando de Liang Long, desencadenó una revuelta contra los Han en Hepu y Jiaozhi. Liang Long extendió su revuelta a todo el norte de Vietnam, Guangxi y también al centro de Vietnam, atrayendo a todos los grupos étnicos no chinos de Jiaozhi a unirse. En 181, el imperio Han envió al general Chu Chuan para hacer frente a la revuelta. En junio de 181 Liang Long fue capturado y decapitado, y su rebelión fue reprimida.
En 192, el pueblo cham del condado de Xianglin dirigido por Khu Liên se rebeló con éxito contra la dinastía Han. Khu Liên fundó el reino independiente de Lâm Ấp.
Introducido por mercaderes indios vía marítima, a finales del periodo Han, el budismo se convirtió rápidamente en la religión más predominante del pueblo Lac del norte de Vietnam, mientras que la Templo Dâu (circa. siglo II d. C.) fue el primer templo budista de Vietnam. En 177, Shi Xie se convirtió en el prefecto de la provincia de Jiaozhi.

### Edades de los Tres Reinos

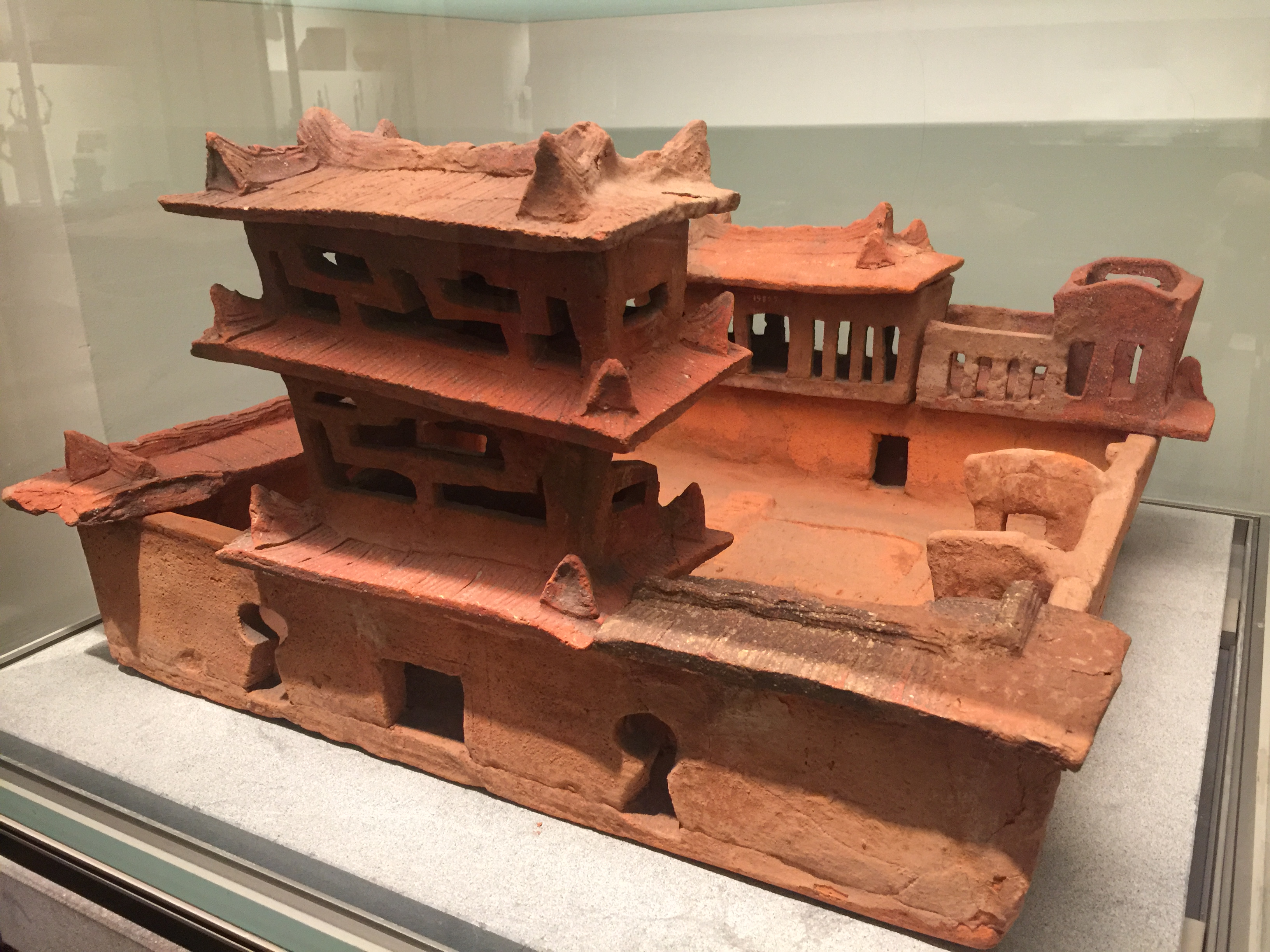
Modelo de casa funeraria de estilo Han encontrado en Bỉm Sơn, Thanh Hóa. Siglos I-III d. C.

Cuando la dinastía Han Oriental se dividió en los Tres Reinos en el 220, Jiaozhi quedó bajo el control del estado de Wu. En el 226 Sun Quan dividió Jiaozhi en dos provincias separadas, Chiao-chou (incluía el norte de Vietnam y una pequeña porción de Hepu) y Kuangchou. El régimen de Wu fue duro. A mediados del siglo III, los comandantes del sur se vieron afectados por la agitación. En el 231, el pueblo Lac Viet de Jiuzhen se rebeló pero fue "pacificado" por un general Wu. En 248, las fuerzas de Lâm Ấp invadieron desde el sur, se apoderaron de la mayor parte de Rinan, y marcharon hacia Jiuzhen, provocando importantes levantamientos allí y en Jiaozhi. En Jiuzhen, una mujer Lạc Việt llamada Triệu Ẩu (Lady Triệu) lideró una rebelión contra los Wu en el mismo año, pero fue reprimida por Lu Yin.

### Guerra Jin-Wu

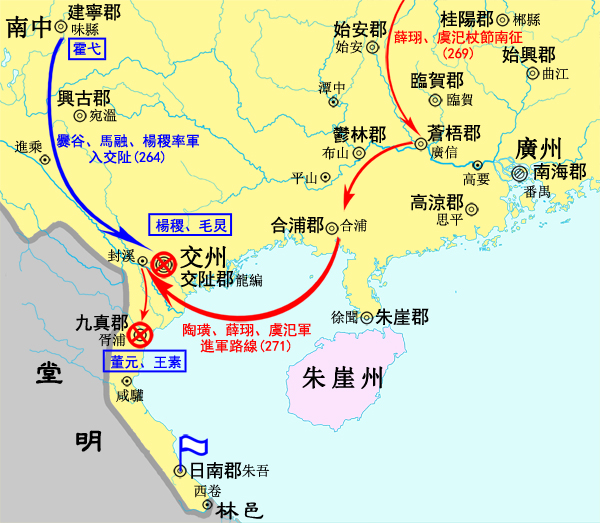
Guerra Jin-Wu 264-272

Cuando la dinastía Han Oriental se dividió en los Tres Reinos en el 220, Jiaozhi quedó bajo el control del estado de Wu. En el 226 Sun Quan dividió Jiaozhi en dos provincias separadas, Chiao-chou (incluía el norte de Vietnam y una pequeña porción de Hepu) y Kuangchou. El régimen de Wu fue duro. A mediados del siglo III, los comandantes del sur se vieron afectados por la agitación. En el 231, el pueblo Lac Viet de Jiuzhen se rebeló pero fue "pacificado" por un general Wu. En 248, las fuerzas de Lâm Ấp invadieron desde el sur, se apoderaron de la mayor parte de Rinan, y marcharon hacia Jiuzhen, provocando importantes levantamientos allí y en Jiaozhi. En Jiuzhen, una mujer Lạc Việt llamada Triệu Ẩu (Lady Triệu) lideró una rebelión contra los Wu en el mismo año, pero fue reprimida por Lu Yin.

### La dinastía Jin y las seis dinastías

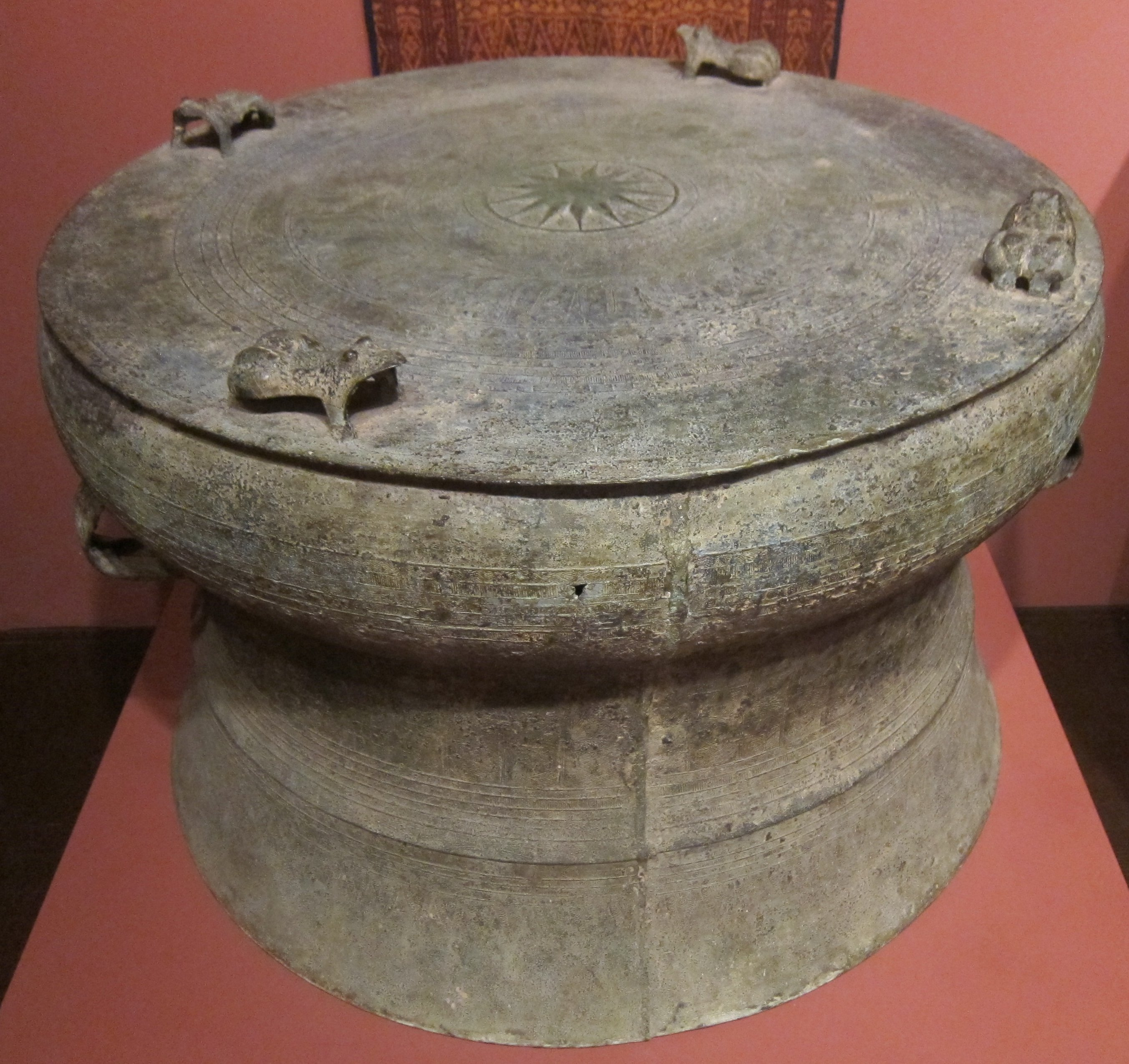
Tambor Dong Son,, Museo de Arte de Honolulu

En el primer periodo de la dinastía Jin, la corte imperial favoreció las redes comerciales del sur con los reinos de la prosperidad de Funan y Lâm Ấp. Junto con este breve "boom" del comercio del sur en tiempos de paz, Jiaozhi y Jiuzhen disfrutaron de cierta autonomía de China hasta
the 320s. En el 312 los rebeldes y el ejército imperial se enfrentaron con ferocidad por Jiaozhi y Jiuzhen. Frustrado por la dificultad del comercio, el propio Lâm Ấp recurrió a partir del 323 a incursiones marítimas en los puertos del norte de Jiaozhou. Aunque fue derrotado en el 399, Lâm Ấp continuó con sus incursiones en Jiaozhi y Jiuzhen durante dos décadas. Un ejército rebelde chino de Zhejiang tomó brevemente la capital de Jiaozhi en el 411. En el 432, Phạm Dương Mại II de Lâm Ấp envió una embajada a la corte de Liu Song solicitando el nombramiento de prefecto de Jiao, que fue rechazado.
Durante el período de la dinastía Jin y de las Seis dinastías de China, el pueblo Li-Lao extendió sus territorios justo a lo largo de la costa sur de las modernas Guangdong y Guangxi, en una franja de tierra al este del Delta del río Rojo y al sur y al oeste del Delta del río Perla, ocupando los caminos terrestres entre Guangzhou y Jiaozhou. Los habitantes del país Li-Lao ponían en peligro a cualquiera que viajara por sus territorios.
Las rebeliones estallaron en Jiaozhou del 468 al 485, y en el 506 y 515 bajo la dinastía Liang.
En 541, Lý Bôn, un líder del clan Li que tenía ascendencia sinítica, se rebeló contra los Liang. En 544 derrotó a los Liang y se proclamó Emperador de Nán Yuè con la era del reinado Thiên-đức. Jiaozhou se independizó brevemente de las dinastías chinas. En 545, el Chen Baxian dirigió el ataque del ejército Liang a Jiaozhou, obligando a Lý Bôn a huir hacia el oeste, a las montañas por encima del río Rojo, donde fue asesinado por los montañeses laosianos en 548.

### Artículos
- Alves, Mark J. (2016). «Identifying Early Sino-Vietnamese Vocabulary via Linguistic, Historical, Archaeological, and Ethnological Data». Bulletin of Chinese Linguistics 9: 264-295. doi:10.1163/2405478X-00902007.
- Lê, Thi Liên (2017). «Lung Khe and the Cultural Relationship between Northern and Southern Vietnam». Asian Review of World Histories 5 (2): 53-69. doi:10.1163/22879811-12340005 – vía Brill.
- Masanari, Nishimura (2005). «Settlement patterns on the Red River plain from the late prehistoric period to the 10th century AD». Bulletin of the Indo-Pacific Prehistory Association 25: 99-107. doi:10.7152/bippa.v25i0.11920.
- Noriko, Nishino (2017). «An Introduction to Dr. Nishimura Masanari’s Research on the Lung Khe Citadel». Asian Review of World Histories 5 (2): 11-27. doi:10.1163/22879811-12340003 – vía Brill.
- Taylor, K. (2017). «What Lies Behind the Earliest Story of Buddhism in Ancient Vietnam?». The Journal of Asian Studies 77 (1): 107-122. doi:10.1017/S0021911817000985 – vía Cambridge University Press.

### Libros
- Aymonier, Etienne (1893). The History of Tchampa (the Cyamba of Marco Polo, Now Annam Or Cochin-China). Oriental University Institute.
- Churchman, Michael (2011), «"The People in Between": The Li and the Lao from the Han to the Sui», The Tongking Gulf Through History, Pennsylvania: University of Pennsylvania Press, pp. 67-86, ISBN 978-0-812-20502-2.
- Churchman, Catherine (2016). The People Between the Rivers: The Rise and Fall of a Bronze Drum Culture, 200–750 CE. Rowman & Littlefield Publishers. ISBN 978-1-442-25861-7.
- Clark, Hugh R. (2015). The Sinitic Encounter in Southeast China Through the First Millennium CE. University of Hawaii Press. ISBN 978-0-824-85718-9.
- Dutton, George, ed. (2012). Sources of Vietnamese Tradition. Introduction to Asian Civilizations. Columbia University Press. ISBN 978-0-231-13862-8.
- Kiernan, Ben (2019). Việt Nam: a history from earliest time to the present. Oxford University Press.
- Li, Tana (2011), «Jiaozhi (Giao Chỉ) in the Han Period Tongking Gulf», The Tongking Gulf Through History, Pennsylvania: University of Pennsylvania Press, pp. 39-53, ISBN 978-0-812-20502-2.
- Loewe, Michael (1986), «The conduct of government and the issues at stake (A.D. 57-167)», The Cambridge History of China: Volume 1, The Ch'in and Han Empires, 221 BC-AD 220, Cambridge: Cambridge University Press, pp. 291-316.
- Miksic, John Norman; Yian, Goh Geok (2016). Ancient Southeast Asia. Routledge.
- Schafer, Edward Hetzel (1967), The Vermilion Bird: T'ang Images of the South, Los Angeles: University of California Press.
- Taylor, Keith Weller (1983). The Birth of the Vietnam. University of California Press. ISBN 978-0-520-07417-0.
- Yu, Ying-shih (1986), «Han foreign relations», The Cambridge History of China: Volume 1, The Ch'in and Han Empires, 221 BC-AD 220, Cambridge: Cambridge University Press, pp. 377-463.

- Datos: Q3477199